# Liste der Monuments historiques in Berhet
Die Liste der Monuments historiques in Berhet führt die Monuments historiques in der französischen Gemeinde Berhet auf.

## Liste der Bauwerke
| Bezeichnung                   | Beschreibung              | Standort | Kennzeichnung | Schutzstatus | Datum | Bild           |
| ----------------------------- | ------------------------- | -------- | ------------- | ------------ | ----- | -------------- |
| Kapelle Notre-Dame-de-Comfort | Erbaut im 16. Jahrhundert | (Lage)   | PA00089024    | Classé       | 1922  | weitere Bilder |

## Liste der Objekte

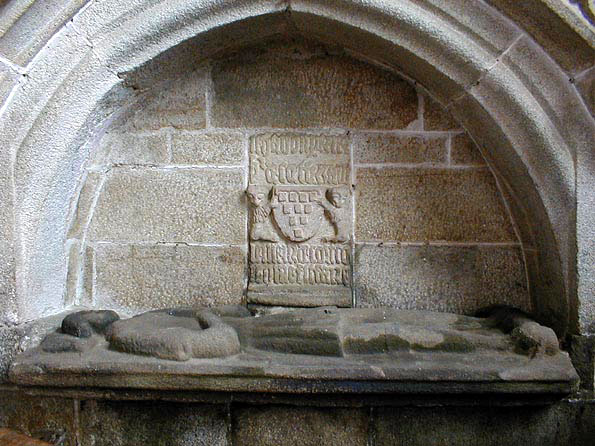
Grabmal (16. Jahrhundert) eines Ritters in der Kirche Notre-Dame

- Monuments historiques (Objekte) in Berhet in der Base Palissy des französischen Kultusministeriums